# Stazione di Piazza Brembana
Stazione di Piazza Brembana 1966-ban bezárt vasútállomás Olaszországban, Lombardia régióban, Piazza Brembana településen.

## Vasútvonalak
Az állomást az alábbi vasútvonalak érintették:
- Bergamo–Piazza Brembana-vasútvonal

## Kapcsolódó állomások
A vasútállomáshoz az alábbi állomások vannak a legközelebb:
- Lenna railway station